# دبی واتسون
دبی واتسون (انگلیسی: Debbie Watson؛ زادهٔ ۲۸ سپتامبر ۱۹۶۵) بازیکن زن واترپلو اهل استرالیا بود.
وی در مسابقات کشوری و بین‌المللی در مجموع برندهٔ ۴ مدال طلا شده‌است.